# Сирийская церковная музыка
Сирийская церковная музыка — это музыка на сирийском языке, используемая в богослужении церквей сирийской традиции. С момента принятия христианства, песнопения в среде сирийцев получили широкое распространение. Значительную роль в развитии сирийской музыкальной традиции сыграл богослов и поэт IV века Ефрем Сирин.
В сирийских церквях существует музыкальная система, основанная на древних принципах, известная как «макам», в богослужении используются восемь макамов: qadmoyo, trayono, tlithoyo, rbi'oyo, hmishoyo, shtithoyo, shbi'oyo, tminoyo. В церквях, использующих западно-сирийский обряд основные произведения церковной музыки собраны в литургическом сборнике «Дом сокровищ» (Beth Gazo). В церквях восточно-сирийского обряда основные литургические гимны отражены в сборнике гимнографических текстов для праздников и дней памяти святых «Сокровище» (Gazzā). Одним из выдающихся знатоков сирийской церковной музыки являлся патриарх Сирийской яковитской церкви Мар Игнатий Яков III (1958—1980), который знал наизусть около 700  традиционных мелодий музыкальных школ Тагрита и Мардина, в т. ч. напевы, считавшиеся забытыми, и во время своего визита в США (1960) Игнатий Яков сделал их аудиозаписи, которые впоследствии получили широкое распространение. В 1983 году французский этномузыковед Кристиан Поче выпустил аудиозаписи литургической музыки Сирийской яковитской церкви. В своих заметках для Антологии традиционной музыки ЮНЕСКО он описал литургическую музыку общин в Антиохии, Тур-Абдине, Эдессе, Мардине в современной Турции, а также в Алеппо и Эль-Камышлы в современной Сирии.

## Исторический обзор
Главной основой сирийского поэтического размера является фиксированное количество слогов в стихах, без различия длинных и кратких слогов. Как писал сиро-яковитский патриарх Игнатий Ефрем I (1933—1957):

«Музыкальной традиции Сирии с момента её зарождения была присуща устная форма передачи, открытость и отсутствие жёсткой структурированности, что способствовало её широкому распространению среди различных слоёв населения».
По мнению ассирийского музыканта Нури Искандара, в раннем христианстве использовались иудейские мелодии из-за отсутствия христианских мелодий. Псалмы Давида, притчи, плач Иеремии и песнь трёх отроков — все эти молитвы с их мелодиями вошли в богослужение сирийских христиан. Историческое развитие сирийской музыкальной традиции привело к адаптации языческих мелодий, предшествовавших христианской эпохе, на которые были наложены новые религиозные тексты с христианскими концепциями. Также значительный вклад в обогащение сирийской музыкальной традиции внесли церковные деятели: Ефрем Сирин, Раббула, Иаков Серугский, Севир Антиохийский, Исаак Сирин, Балай, Иаков Эдесский и другие.  В конце IV века значительную роль в деле развития духовной музыки Сирии сыграл Ефрем Сирин, который стал одним из основных авторов песнопений или гимнов (мадраше, madrashe). Ефрем Сирин создавал мадраше по слоговой системе, при которой принималось в расчёт только число слогов, независимо от долготы и краткости гласных. Эти лирические произведения состояли из строф с повторяющимся припевом. Ефрем сам был музыкантом, он установил различные напевы, соответственно которым исполнялись его песнопения.
Большинство древних гимнов, к примеру, гимны Ефрема, Нарсая и Балая, хотя и были написаны для одного или двух хоров, изначально не предназначались для литургического использования при богослужении. Они были адресованы как мирянам, так и клирикам и на раннем этапе не были кодифицированы. Результатом адаптации этих гимнов к литургическим службам стало то, что они претерпели различные изменения: 
- Смена авторства — сирийские яковиты и марониты, принимая гимны «несторианского» происхождения, либо убирали имя автора, либо заменяли его именем того, кого они считали ортодоксальным, чаще всего святого Ефрема Сирина;
- Пересмотр обширных произведений, которые были сокращены, а неортодоксальные выражения изменены (к примеру, у яковитов несторианский термин «Матерь Христа» (yaldāt mšīh̦ā) был заменён на «Матерь Божия» (yaldāt ’alāhā) и т. д.);
- Добавление рефрена, который отсутствовал в оригинале[5].

## Музыка восточных сирийцев
В истории Церкви Востока церковные пение и музыка передавались устно. Большинство служителей церкви наследовали своё мастерство от учителей. Устная природа восточно-сирийской певческой традиции остаётся почти не исследованной. В 410 году на поместном соборе Церкви Востока было определено совершать богослужение «по западному обряду», принесённому в Персию из Антиохии епископом Марутой и принятому митрополитом Селевкии-Ктесифона Мар Исааком. По свидетельству биографа восточно-сирийского богослова VII века Мар Баввая Великого в ранней Церкви Востока не существовало единообразного церковного пения: 

«Всякая страна, город, монастырь, школа имели свои собственные песнопения и напевы, и когда случалось учителю или ученику находиться вне своей школы, то он стоял, как невежда».
Мар Баввай создал единый стандарт церковного пения, который распространился на все школы. Значительный вклад в поэтическую традицию Церкви Востока внесли сирийские поэты и церковные деятели: Бардесан, Мар Апрем, Мар Шимун бар Саббай,  Мар Нарсай, Мар Бар Саума, Мар Баввай Великий и другие. Важнейшим центром развития восточно-сирийской духовной поэзии был город Эдесса. Древние авторы являлись творцами и мелодий и текстов песнопений, поэтому текст и напев имеют тесную взаимосвязь и представляют собой два компонента художественного выражения религиозных  чувств и мыслей.
Песнопения восточно-сирийского происхождения в форме диалога (согита или согиата; sagitha) часто имели алфавитный акростих и составлялись в форме речей, произносимых различными лицами. Они единообразно построены с введением и диалогом, введение состоит из пяти-десяти строф из четырёх семисложных стихов, диалог между двумя лицами или двумя группами лиц содержит сорок четыре строфы (по двадцать две на каждого собеседника). Тема адаптирована к празднику дня: так, в песнопении на Рождество диалог ведётся между Март Мариам и волхвами; на Благовещение — между Гавриилом и Марией; на праздник сирийских учителей — между Кириллом и Несторием и т. д. Эти три вида гимнов соответствуют трём темам: хвала, молитва и наставление.

## Музыка западных сирийцев
В церквях, использующих западно-сирийский обряд основные произведения церковной музыки собраны в литургическом сборнике «Дом сокровищ» (Beth Gazo). В Сирийской яковитской церкви существовали тысячи мелодий, большинство из которых утеряны. Поскольку в сирийских церквях система нотной записи не была разработана, мелодии передавались на протяжении веков как устная
традиция. В результате возникло несколько школ музыки, наиболее известными из которых были: Эдесса, Диярбакыр, Мардин,
Тур-Абдин, Харпут и Хомс. Музыкальная традиция Сирийской яковитской церкви основана на следующих элементах:
- видоизменённые для нужд церкви обрядовые языческие песнопения, существовавшие среди сирийцев в дохристианский период;
- фольклорная музыка народов Сирии, Ассирии и Армении, которая была включена в церковную традицию;
- музыкальные сочинения и молитвы отцов Антиохийской церкви;
- церковная музыкальная традиция Византийской империи, также повлиявшая на Сирийскую церковь[13] (сиро-яковиты приняли византийский октоих, музыкальную систему в восьми ладах[14], приписывая её авторство Севиру Антиохийскому)[15].

После вступления в вероучительное единство Маланкарской церкви с Антиохийским дохалкидонским патриархатом, во второй половине XIX века в богослужении стали использоваться западно-сирийские песнопения вместо восточно-сирийской музыкальной традиции, которая осталась в униатских церквях восточно-сирийского происхождения (Халдейской, Сиро-малабарской).

## Музыка сирийских восточнокатолических церквей
Богослужебные песнопения Маронитской церкви относятся к западно-сирийской литургической традиции и исторически связаны с церковной музыкой Сирийской яковитской церкви. Маронитские гимны передавались в устной традиции через ежедневное совершение литургии и литургические реформы не повлияли на их аутентичность. Однако, несмотря на существование архаичной экфонетической нотации, которая была утеряна к XI веку, система нотации для церковного пения у маронитов была создана в конце XVIII века и была окончательно сформирована во второй половине XX века. Таким образом богослужебные песнопения Маронитской церкви были записаны с использованием западной музыкальной системы нотации. Традиционно в Маронитской церкви церковное пение на сирийском языке сопровождали только ритмичные металлические инструменты: двойные цимбалы, большой цимбал, накус. Постепенно были введены арабские музыкальные инструменты, а позднее миссионерами из Рима в маронитское богослужение был введён орга́н.
В Сиро-малабарской католической церкви, использующей восточно-сирийский обряд (подвергшийся радикальной латинизации в XVI—XVII веках) в богослужении используются традиционные сирийские мелодии и песнопения. Поскольку индийские христиане не были подвержены арабскому влиянию, некоторые исследователи полагают, что сиро-малабарская музыкальная традиция более архаична и оригинальна. При этом, музыкальная традиция Сиро-малабарской церкви также испытала индийское и западное влияние. Латинизация литургии индийских христиан после Диамперского собора (1599) привела к использованию григорианского распева в богослужении и орга́нов в храмах. После Второго Ватиканского собора (1962—1965) в Сиро-малабарской церкви также были предприняты попытки введения элементов карнатической и традиционной музыки Индии (бхаджан, рага).